# Леандро Вуаден
Леандро Педро Вуаден (29 червня 1975, Рока-Саліс) — колишній бразильський футбольний арбітр.

## Кар'єра
Вуаден народився в Ріу-Гранді-ду-Сул і став професійним арбітром у 1996 році. Він швидко став відомим завдяки стилю, більш схожому на європейський футбол, з невеликою кількістю фолів. Він 15 разів судив фінальний матч «Кампеонато Гаучо», а у 2007 році приєднався до команди CBF. Був обраний найкращим арбітром Чемпіонату Бразилії Серії А в сезонах 2011 і 2020 років.
Свій останній професійний матч Вуаден судив в останньому турі Чемпіонату Бразилії Серії А 2023, в матчі «Сантос» проти «Форталези», який призвів до першого вильоту клубу на узбережжі Сан-Паулу. У 2024 році Вуаден зайняв місце в арбітражному комітеті.